# 吉岡栄一
吉岡 栄一（よしおか えいいち、1950年 - ）は、英文学者、文芸評論家、東京情報大学教授。

## 人物
北海道生まれ。1975年法政大学英文科卒。81年同大学院英文学専攻博士課程満期退学。トルーマン州立大学大学院留学。東京情報大学教授。1986年日本翻訳出版文化賞(共訳)。

## 著書
- 『青野聡論 海外放浪と帰還者の文学』彩流社 1989
- 『亡命者ジョウゼフ・コンラッドの世界 コンラッドの中・短編小説論』南雲堂フェニックス 2002
- 『文芸時評 現状と本当は恐いその歴史』彩流社　2007
- 『単独者のつぶやき書評と紀行』鼎書房　2011
- 『村上春樹とイギリス ハルキ、オーウェル、コンラッド』彩流社、2013
- 『ジョージ・オーウェルと現代 政治作家の軌跡』彩流社 2014
- 『開高健の文学世界　交錯するオーウェルの影』アルファベータブックス 2017
- 『函館　歌と文学の生まれる街　その系譜と精神風土』アルファベータブックス 2020

### 共編著
- 『英語おもしろ知識―英米人のアタマの構造を知る本』川成洋共著　三修社、1985
- 『英語の探検』川成洋,松本昇・大西哲共著　南雲堂フェニックス、1998
- 『文学の万華鏡 英米文学とその周辺』山本長一・川成洋共編　れんが書房新社　2010
- 『英米文学にみる仮想と現実 シェイクスピアからソロー、フォークナーまで』川成洋共編 彩流社 2014
- 『英米文学に描かれた時代と社会　シェイクスピアからコンラッド、ソロー』川成洋・伊澤東一共編 悠光堂 2017

### 翻訳
- スティーブ・バーネット編『自動車産業のゆくえ アメリカ日産リポート』赤羽根新太郎共訳　彩流社 1994
- 『マーク・トウェインコレクション 4　人間とは何か?』古山みゆき共訳　彩流社 1995
- 『マーク・トウェインコレクション 10　地中海遊覧記』錦織裕之共訳　彩流社 1997
- 『マーク・トウェインコレクション 15　ハワイ通信』佐野守男・安岡真共訳　彩流社 2000
- ジェフリー・メイヤーズ『オーウェル入門』大石健太郎・本多英明共訳、彩流社 1987